# Hartmut Hillmer
Hartmut Hillmer (* 19. April 1958 in Stuttgart) ist ein deutscher Physiker und seit 1999 Professor für Technische Elektronik an der Universität Kassel.

## Leben
Hillmer hat an der Universität Stuttgart Physik studiert und an dieser Universität 1989 auch promoviert über den „Ambipolaren Ladungsträger-Transport in Halbleiter-Heterostrukturen“. Im Anschluss daran arbeitete er in der Telekommunikationsbranche bei der Deutschen Telekom sowie bei den NTT Optoelectronics Labs in Japan. 1996 habilitierte er an der TU Darmstadt zum Thema „Design, Herstellung und Charakterisierung von AlGaInAs Nanostrukturen und ultraschnellen Halbleiterlasern“. Seit 1999 ist er Professor für Technische Elektronik an der Universität Kassel. Seine Arbeitsgruppe gehört zum Institut für Nanostrukturtechnologie und Analytik (INA), welches Teil des interdisziplinären Center for Interdisciplinary Nanostructure Science and Technology (CINSaT) ist. Im Juni 2010 richtete Hillmer als General Chair die 7. International Conference on Networked Sensing Systems in Kassel aus.

## Forschung
Hillmers allgemeines Forschungsgebiet ist die Nanotechnologie (INA, CINSaT). In diesem Rahmen ist er der wissenschaftliche Koordinator des Nanonetzwerks Hessen für die Universität Kassel. Themen der Forschung seiner Arbeitsgruppe sind unter anderem Mikrospiegelarrays zur Lichtlenkung, Nanoimprint, Gassensoren (u. a. GINo-Innovationspreis 2005), durchstimmbare optische Filter, Oberflächenemitter, Lithographie im extremen UV, Photonische Kristalle, Integrationstechnologie für elektronische Schaltungen im Hochfrequenzbereich. Ausgewählte Aufnahmen der Proben der Gruppe werden in der nanoartGalerie präsentiert. Im Bereich Nanoimprint ist Hillmer Koordinator des Nanoimprint Konsortiums Hessen.

## Preise und Auszeichnungen
- 2005 GINo-Innovationspreis für die „Essentielle Verbesserung heutiger Spurengasdetektoren“[9]
- 2006 mit der PneumoLab GbR 6. Platz beim Gründerwettbewerk promotion Nordhessen[10]
- 2006 zusammen mit Jürgen Schmid Auszeichnung mit dem European Grand Prix for Innovation Awards für ein Patent zur Lichtlenkung mit Mikrospiegelarrays[11]
- 2007 Best Paper Awards der International Conference on Systems für die Veröffentlichung des Papers Optics in Secure Computer Architectures: Basis of WDM, Technologies and Potentials[12]
- 2007 von der Fachschaft Elektrotechnik/Informatik Wahl zum „beliebtesten Prof“[13]
- 2009 INA Ausgewählter Ort im Land der Ideen 2009 in „Deutschland – Land der Ideen“ unter der Schirmherrschaft des Bundespräsidenten Horst Köhler[14]
- 2009 1. Platz beim 4. Hessischen Kooperationspreis für Zusammenarbeit zwischen Hochschule und Industrie im Projekt „Nanospektrometer – Modul“[15]